# Agnes Schierhuber

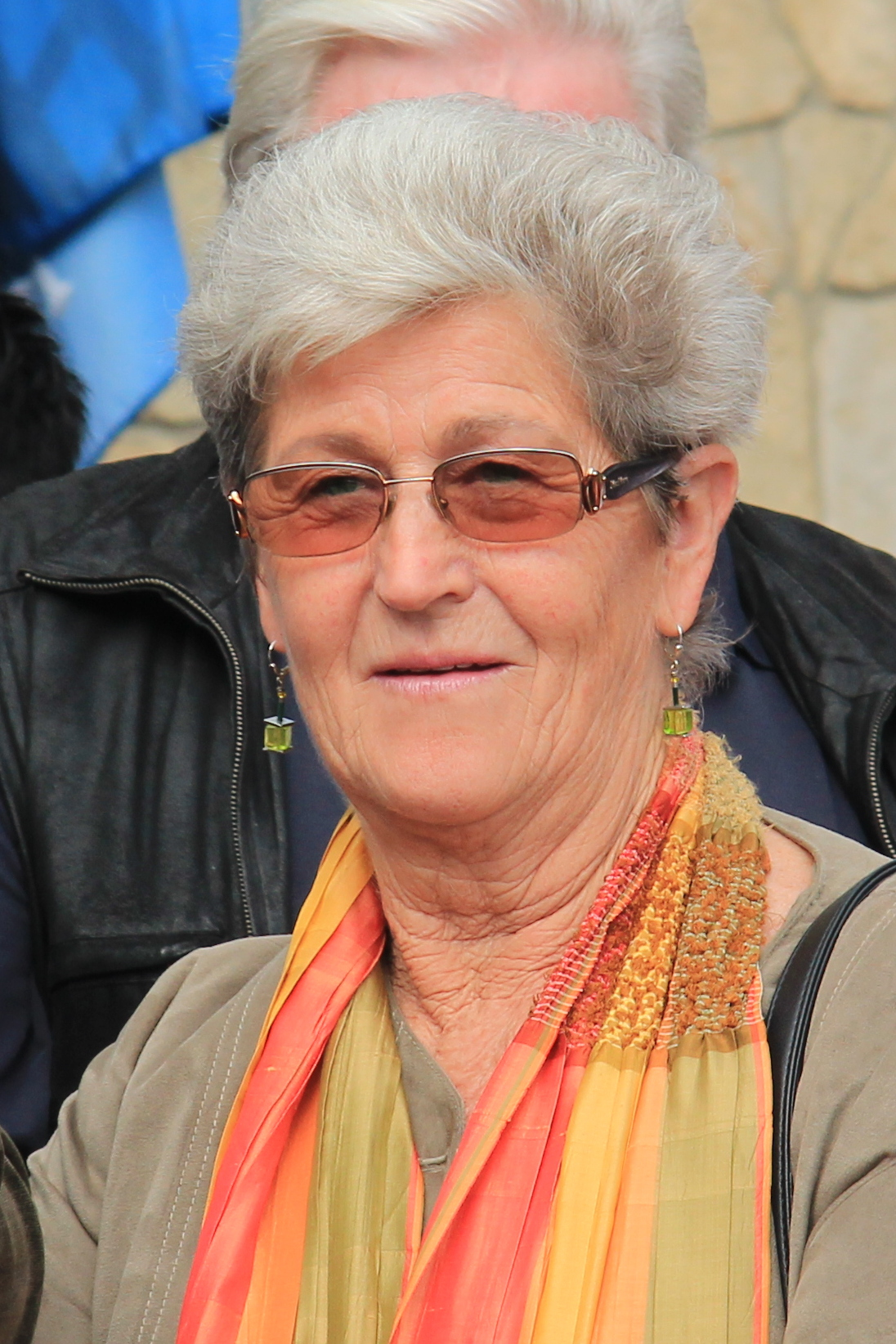
Agnes Schierhuber im Jahr 2014

Agnes Schierhuber (* 31. Mai 1946 in Reith in Niederösterreich) ist eine österreichische Politikerin (ÖVP). Sie war von 1995 bis 2009 Mitglied des Europäischen Parlaments.

## Leben
Als ausgebildete landwirtschaftliche Facharbeiterin hat sie von 1967 bis 2000 gemeinsam mit ihrem Mann einen Bauernhof, Bergbauernzone 1, bewirtschaftet. Darüber hinaus war und ist Schierhuber in verschiedenen politischen Ämtern und Funktionen tätig, unter anderem beim niederösterreichischen Bauernbund, in der Landwirtschaftskammer und von 1986 bis 1996 im Bundesrat.
Sie ist seit 1993 Obfrau des österreichischen Verbandes für Heil- und Gewürzpflanzen.
Im Jahre 2000 wurde ihr der Titel Ökonomierätin verliehen und es erfolgte die Hofübergabe an die älteste Tochter. Sie ist seit 1967 verheiratet und hat zwei Töchter.
Im Europäischen Parlament war Agnes Schierhuber Vollmitglied im Ausschuss Landwirtschaft und ländliche Entwicklung sowie in der Delegation Kanada und Ersatzmitglied im Ausschuss für Beschäftigung und soziale Angelegenheiten. In der Fraktion der Europäischen Volkspartei (EVP-ED) war sie stellvertretende Vorsitzende des Arbeitskreises C (Landwirtschaft, Fischerei, Budget, Budgetkontrolle).

## Auszeichnungen
- 1995 Großes Silbernes Ehrenzeichen für Verdienste um die Republik Österreich
- 1996 Silberne Kammermedaille der NÖ Landes-Landwirtschaftskammer
- 1996 Leopold-Figl-Münze in Silber des NÖ Bauernbundes
- 2000 Ernennung zur Ökonomierätin
- 2005 Großes Goldenes Ehrenzeichen für Verdienste um die Republik Österreich[1]
- 2006 Goldenes Ehrenzeichen des NÖ Bauernbundes
- 2006 Goldene Kammermedaille der NÖ Landes-Landwirtschaftskammer
- 2009 Ritter der Ehrenlegion (Chevalier de la Légion d'Honneur)
- 2014 Hans-Kudlich-Preis